# خليج الشموع
خليج الشموع Candle Cove هي قصة رعب خيالية من مدونة "Creepypasta" على موقع ريديت. تمت كتابة القصة من قبل الكاتب ورسام الكاريكاتير «كريس ستراب» عام 2009. القصة تركز على سلسلة تلفاز خيالية عنوانها «خليج الشموع» التي استطاع رؤيتها عدد قليل من الأشخاص، تحديدا الأطفال، الذين لاحقا سيتذكرون العرض الغريب عندما يكبرون. «ستراب» ذكر أنه تلقى إلهامه بعد قراءة مقالة بعنوان «المنطقة».
قصة ستارب أصبحت شعبية للغاية بسرعة، ملهمة بذلك العديد من قنوات اليوتيوب والعديد من القصص من تأليف المعجبين. في عام 2015 قام ستارب بنشر القصة في مجموعة قصصية صغيرة بعنوان «خليج الشموع وقصص أخرى». l,ru ذا فيرج قال بأن هذه القصة تميزت عن القصص الأخرى في مدونة "Creepypasta" لأن معظم القصص الأخرى تميزت بطابع فلكلوري غامض بينما هذه القصة نشأت من مصدر وكاتب معروف.
القصة استلهمت العديد من المسلسلات التلفزيونية مثل الموسم الأول من مسلسل «القناة صفر» الذي بث عام 2016. بالإضافة، ستراب بدأ بسلسلته على اليوتيوب بعنوان "Local 58" التي تتحدث عن بثوث غريبة تبث على قنوات التلفاز العامة وهو نفس المكان التي بث منه خليج الشموع.

## نظرة عامة
تسرد القصة عبر سلسلة من المناقشات عبر منتدى باسم "NetNostalgia"، حيث يتناقش مجموعة من المستخدمين عن برنامج تلفازي منخفض الميزانية مخصص للأطفال يعرف باسم خليج الشموع. جميع المستخدمين يتذكرون مشاهدة الكرتون على قناة Local 58 عندما كانوا اطفالا. الكرتون يتحدث عن طفلة صغيرة اسمها جانيس التي تتخيل نفسها صديقة للقراصنة. القراصنة هم عبارة عن دمى بخيوط متحركة.
بينما يكمل المستخدمون استرجاع الذكريات، يبدئون في تذكر تفاصيل مريعة عن البرنامج، على سبيل المثال شخصية باسم «جامع الجلد» وهي عبارة عن قرصان يرتدي ملابس مصنوعة من جلود الأطفال. أيضا حلقة كاملة دون توقف من ضرب وركل الدمى بينما يسمع صراخهم وبكاء جانيس. يتطور الوضع إلى ان يصبح لا يوجد هناك أي دليل حتى على وجود البرنامج والذين شاهدوه يتذكرون رؤية لقطات معينة من بعض الحلقات. تنتهي القصة بمستخدم يقوم بسؤال امه عن البرنامج ليرى ان كانت تتذكره ام لا، لتجيب عليه بأنه عندما كان يدعي مشاهدة خليج الشموع وهو طفل كانت الشاشة مشوشة.

## الأعمال المقتبسة
في عام 2015 أعلنت قناة SyFy عن نيتها باقتباس قصة خليج الشموع لجعلها الموسم الأول من سلسلة قادمة بعنوان «القناة صفر». تمت تسمية الموسم الأول بهذا الاسم تيمنا بـ Creepypasta. القصة تركز على عودة اخصائي نفسي للأطفال لبلدته للتحقيق عن اختفاء اخيه عام 1980 مع أطفال اخرين. القناة صفر: خليج الشموع يقوم فيه بدور البطولة الممثل بول شنايدر والممثلة فيونا شاو، تم عرض السلسلة في أكتوبر 11 عام 2016.

## ردود الفعل
ويل ويلز من ايون كتب أن خليج الشموع هو أحد أفضل الـ Creepypasta التي توجد على الأنترنت، وانها مثال جيد على طريقة استخدام لوح الرسائل والمنتديات في رواية القصص. مجلة ذا فيرج كتبت بعض المديح أيضا وقالت «انها قصة ذات طابع سوداوي التي تذكرنا بقصص طفولتنا التي نتذكر نصفها فقط، لكن ندرك فيما بعد ان الاشياء التي احببناها كأطفال هي أكثر رعبا مما نتصور». .

## روابط اضافية
- Candle Cove at the author's website, Ichor Falls